# Satyrus podarcina
Satyrus podarcina är en fjärilsart som beskrevs av Hans Fruhstorfer 1909. Satyrus podarcina ingår i släktet Satyrus och familjen praktfjärilar. Inga underarter finns listade.